# Институт Китая и современной Азии РАН
Институт Китая и современной Азии Российской академии наук (ИКСА РАН, Институт Китая РАН) — головное научно-исследовательское учреждение Российской академии наук, занимающееся изучением современного Китая, Японии, обеих Корей, Вьетнама и других стран АСЕАН, международно-политических проблем и процессов экономической интеграции в АТР. Находится в Москве. До 11 июля 2022 г. носил наименование Институт Дальнего Востока РАН.
Институт является наследником и продолжателем более чем 200-летних традиций российского востоковедения, у истоков которого стояли такие учёные, как Н. Я. Бичурин, В. П. Васильев, В. М. Алексеев и Н. И. Конрад.
Институт был создан на основании постановления Президиума АН СССР в сентябре 1966 года. За истекшие 50 лет ИКСА РАН стал одним из крупнейших научных центров комплексного изучения проблем Китая, Японии, ситуации на Корейском полуострове и отношений России со странами этого региона.

## Структура
В составе Института функционируют научно-исследовательские центры:
- Центр изучения и прогнозирования российско-китайских отношений
- Центр социально-экономических исследований Китая.
- Центр политических исследований и прогнозов
- Центр новейшей истории Китая и его отношений с Россией
- Центр изучения культуры Китая
- Центр японских исследований
- Центр корейских исследований
- Центр изучения Вьетнама и АСЕАН
- Центр научного мониторинга и развития
- Экспертно-аналитический центр Восточной и Юго-Восточной Азии
- Центр мировой политики и стратегического анализа
- Управление международного научного сотрудничества и внешних связей

## Лаборатория по изучению идей председателя КНР Си Цзиньпина
В 2023 году на базе Института Китая и современной Азии РАН открылась Лаборатория по изучению идей председателя КНР Си Цзиньпина. Лаборатория стала первым в мире центр научного анализа идей Си Цзиньпина за пределами самого Китая.
Заявлено, что исследования будут касаться идей господина Си Цзиньпина в сферах внешней и внутренней политики, экономики, культуры, искусства, социальной политики и экологии и государственной идеологии Китая.
Директор ИКСА РАН Кирилл Бабаев заявил, что к 2025 году по итогам работы лаборатории будет издана монография по идеям Цзиньпина во всех сферах жизни. 
«Нам необходимо знать и очень хорошо анализировать идеи Си Цзиньпина, потому что Китай сегодня — наш главный стратегический партнёр, главный экономический партнёр.» — подчеркнул директор Института Китая и современной Азии РАН К.В. Бабаев.
Как отметило издание «Московский комсомолец» в статье «Наука угождать: в России появилась Лаборатория по изучению идей Си Цзиньпина» — «низкопоклонство перед Западом сменилось заискиванием перед Востоком». 
МК в статье отмечает, что смена годом ранее названия с Института Дальнего Востока на Институт Китая и современной Азии говорит о некотором сужении специализации института, «однако специализация Лаборатории по изучению идей председателя еще более узка. Можно даже сказать, беспрецедентно узкая. Да и вообще подобная научная структура прецедентов не имеет. В Советском Союзе существовал, правда, Институт марксизма-ленинизма при ЦК КПСС. Но разница между ним и «Си-лабораторией» огромна» — отметило издание.  
«Легко увлечься и проскочить черту, за которой дружеские отношения превращаются в сервильно-угоднические с одной стороны и начальственно-повелительные - с другой. Короче говоря, в отношения верного слуги и могущественного господина» — подчеркнуло издание в конце статьи.    

## Руководство
Первым директором Института был член-корреспондент АН СССР, доктор экономических наук М. И. Сладковский. С 1985 по 2015 год учреждение возглавлял академик РАН, доктор философских наук М. Л. Титаренко (с октября 2015 года по 25 февраля 2016 года — научный руководитель Института). С 2016 по 2020 год директором института был С. Г. Лузянин. С марта 2020 года временно исполняющим обязанности директора был доктор исторических наук А. А. Маслов.
С 8 октября 2021 года исполняющим обязанности директора Института Дальнего Востока РАН назначен доктор филологических наук, профессор К. В. Бабаев, утверждён директором института с 18 мая 2023.
С 1 августа 2022 года исполняющим обязанности научного руководителя Института Китая и современной Азии РАН назначен д. и. н., профессор А. В. Лукин.

## Сотрудники
В ИКСА РАН работают около 150 востоковедов: экономистов, историков, философов, политологов, литературоведов, лингвистов, культурологов, этнологов. Главные научные сотрудники Института — это крупные учёные, лидеры научных школ в изучении истории, экономики, международных отношений, философии, культуры стран Восточной Азии, прежде всего Китая, Японии, Кореи. Среди них академик В. С. Мясников, академики РАЕН д. и. н. Л. С. Переломов и д. э. н. Э. П. Пивоварова и др. В штате Института — более 20 докторов и профессоров и более 70 кандидатов наук.

## Информационная база
Научные сотрудники ИКСА РАН используют фонды Синологической библиотеки РАН. Она расположена в здании Института и в настоящее время насчитывает более 300 тысяч единиц хранения на китайском, японском, монгольском, корейском, уйгурском, других восточных и западных языках. Фонд Синологической библиотеки является одним из самых крупных специализированных собраний научной литературы и документов по Китаю (общественные науки) в мире, за исключением Китая и Японии, и самым крупным в России.
Институт Китая РАН использует информацию от информационных агентств. Институт постоянно пополняет Электронный банк данных по Китаю и другим странам АТР.

## Научные связи
Институт Китая РАН поддерживает двусторонние и многосторонние научные связи на общероссийском и международном уровне — с более 20 научными центрами и университетами Азии, Америки, Австралии и Европы. Обмен информацией и научные стажировки сотрудников, координация исследовательских проектов ведется на основе соглашений о научном сотрудничестве. Институт принимает участие в многочисленных российских и международных научных конференциях и симпозиумах по проблемам Китая, Дальнего Востока, АТР.
О высоком авторитете научных школ Института свидетельствует то, что при Восточном факультете Санкт-Петербургского государственного университета, Сибирской академии права, экономики и управления, Забайкальском государственном университете, Амурском государственном университете на общественных началах созданы исследовательские филиалы ИДВ РАН.
По инициативе Института СВА Цзилиньского университета (КНР, Чанчунь) создан совместный Центр изучения проблем приграничного сотрудничества. С Университетом Цинхуа (КНР, Пекин) создан совместный Центр изучения стратегических проблем СВА, с Сычуаньским университетом (КНР, Чэнду) создана совместная группа по сравнительному изучению цивилизаций России и Китая.
ИКСА РАН является коллективным членом Европейской ассоциации китаеведов (ЕАК), Общества российско-китайской дружбы, Центра современных исследований Японии, объединяющего все японоведческие центры России, Российского Национального комитета по тихоокеанскому экономическому сотрудничеству.
В 1984 году на базе ИКСА и других китаеведческих научных центров была создана Российская ассоциация китаеведов, объединяющая ныне в своих рядах большинство российских китаеведов. Ассоциация ведёт популяризаторскую и методологическую работу.

## Финансирование
С 1991 года государство прекратило любую финансовую поддержку международных научных связей Института, что стало причиной значительного ограничения данных связей, — отмечает китайский специалист Янь Годун ссылаясь на слова и.о. директора Института Дальнего Востока РАН С. Г. Лузянина о том, что с 1991 года государство не выделяло  институт ни копейки на международные научные связи, и что новую литературу Институт Дальнего Востока вынужден закупать на деньги, которые получает от сдачи помещений в аренду. 

## Труды и издания института
10 ноября 2017 года состоялась презентация уникального исторического научного труда российских китаеведов «История Китая с древнейших времен до начала XXI века» под редакцией академика С. Л. Тихвинского. Все 10 томов, в каждом из которых по 1000 и более страниц, были представлены участникам мероприятия. Открывая презентацию, директор Института С. Г. Лузянин подчеркнул, что многолетний труд российских историков-синологов увенчался полным успехом. По его словам, эта сложная, но весьма продуктивная работа принесла хорошие плоды, благодаря работе большого коллектива ученых, работающих в разных исследовательских институтах и университетах Санкт-Петербурга, Москвы, Новосибирска.
В Институте на регулярной основе выходят продолжающиеся и периодические издания, которые входят в базу РИНЦ и за годы существования стали брендами российского востоковедения. К ним относятся:
1. Научный журнал «Проблемы Дальнего Востока» институт издаёт с 1972 года.
2. Китайская Народная Республика. Политика, экономика, культура[17]. Справочное издание Института регулярно выходит с 1973 года.
3. Китай в мировой и региональной политике. История и современность (ISSN 26186888)[18]. Ежегодник является одной из наиболее значимых публикаций ИДВ РАН, отражающих основные достижения работы Института. Выходит с середины 1990-х гг., подготовлено XXII выпуска.
4. Китай, китайская цивилизация и мир. Тезисы и доклады конференции. Проведено 22 конференции.
5. Человек и культура Востока. Исследования и переводы. Альманах выходит с 2008 года. Подготовлено 4 выпуска.
6. Актуальные проблемы современной Японии. Выходит с 1986 года, опубликован XXXI выпуск[19].
7. Материалы конференций корееведов России и стран СНГ. Сборники формируются Центром корейских исследований ИДВ РАН по итогам ежегодных конференций.
8. Вьетнамские исследования (ISSN 26189453). Журнал печатается с 2011 года, подготовлено 7 выпусков[20]. Электронный научный журнал издается с 2018 года. Периодичность: 4 раза в год (ежеквартально).
9. Японские исследования (ISSN 25002872). Электронный научный журнал издаётся 4 раза в год (ежеквартально) с 2016 года.

С 2015 года Институт совместно с Российским советом по международным делам и Фуданьским университетом готовит доклад «Российско-китайский диалог: модель». В 2018 году был подготовлен четвертый совместный доклад «Российско-китайский диалог: модель 2018». Проводятся ежегодные международные конференции.

## Оценка деятельности
Ежегодно Институт получает десятки положительных отзывов на свои фундаментальные исследования и практические разработки от различных[каких?] общественных, академических организаций, органов законодательной и исполнительной власти РФ.
О высокой оценке работы Института свидетельствует также вручение Институту в 1995 году Ниигатской премии «За большой вклад в развитие взаимопонимания и сотрудничества в бассейне Японского моря», выделение Фондом Кореи специального гранта на развитие корейских исследований.
В 2010 году за подготовку и издание шеститомной энциклопедии «Духовная культура Китая» сотрудники Института академик РАН М. Л. Титаренко, д. филос. н. А. Е. Лукьянов и д. филос. н. А. И. Кобзев были награждены Государственной премией РФ, а первый том энциклопедии в 2006 году был удостоен высшей награды XIII Пекинской международной книжной ярмарки.
На базе Института работают Научный совет по проблемам современного Китая и Международный научный совет по проблемам мира, безопасности и развития в Восточной Азии, которые проводят ежегодные международные конференции по теме «Китай, китайская цивилизация и мир: история, современность и перспективы».